# Maplewood (Nova Jersey)
Maplewood és una població dels Estats Units a l'estat de Nova Jersey. Segons el cens del 2009 tenia 21.985 habitants.

## Demografia
Segons el cens del 2000, Maplewood tenia 23.868 habitants, 8.452 habitatges, i 6.381 famílies. La densitat de població era de 2.393,6 habitants/km².
Dels 8.452 habitatges en un 40,6% hi vivien nens de menys de 18 anys, en un 58,2% hi vivien parelles casades, en un 13,3% dones solteres, i en un 24,5% no eren unitats familiars. En el 20,4% dels habitatges hi vivien persones soles el 9,8% de les quals corresponia a persones de 65 anys o més que vivien soles. El nombre mitjà de persones vivint en cada habitatge era de 2,81 i el nombre mitjà de persones que vivien en cada família era de 3,27.
Per edats la població es repartia de la següent manera: un 28% tenia menys de 18 anys, un 5,6% entre 18 i 24, un 30,2% entre 25 i 44, un 24% de 45 a 60 i un 12,1% 65 anys o més.
L'edat mediana era de 38 anys. Per cada 100 dones de 18 o més anys hi havia 86,1 homes.
La renda mediana per habitatge era de 79.637 $ i la renda mediana per família de 92.724 $. Els homes tenien una renda mediana de 57.572 $ mentre que les dones 41.899 $. La renda per capita de la població era de 36.794 $. Aproximadament el 3,4% de les famílies i el 4,4% de la població estaven per davall del llindar de pobresa.

## Poblacions més properes
El següent diagrama mostra les poblacions més properes.